# Mitsubishi Endeavor
Вперше назва Endeavor введена в 2003 р. компанією Mitsubishi для позначення позашляховиків, які випускались під її маркою.

## Опис

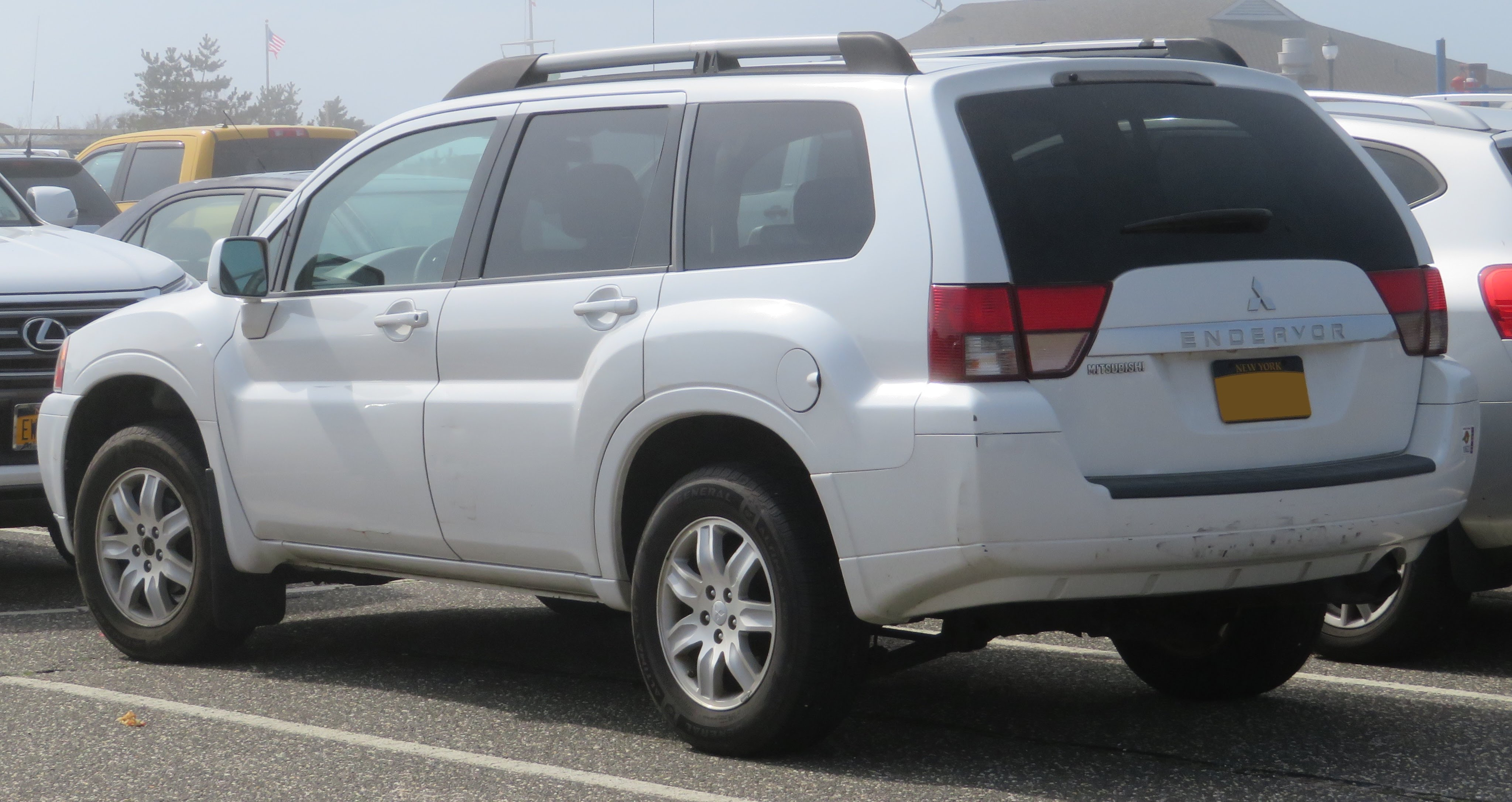
Mitsubishi Endeavor

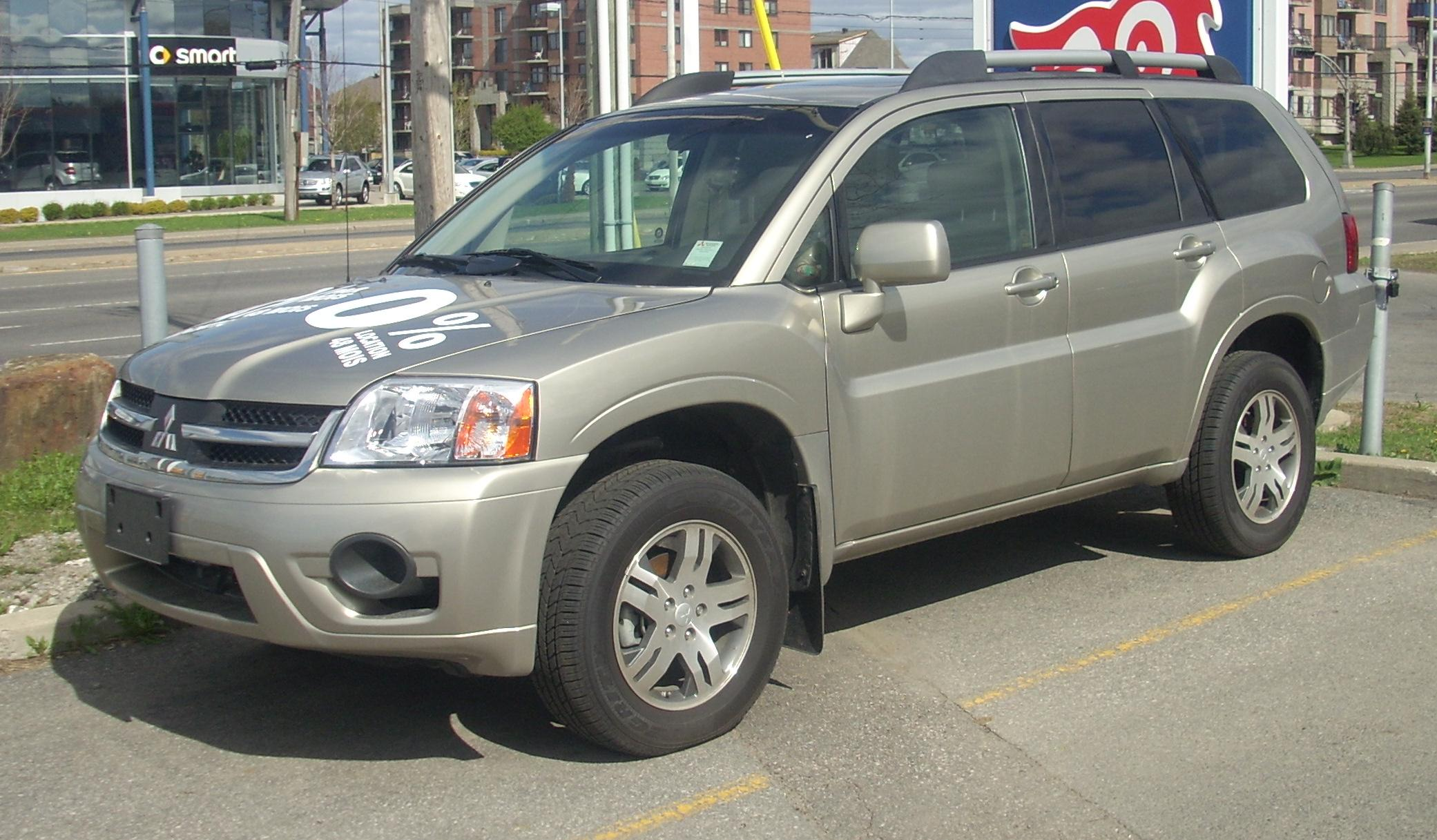
Mitsubishi Endeavor 2006–2009

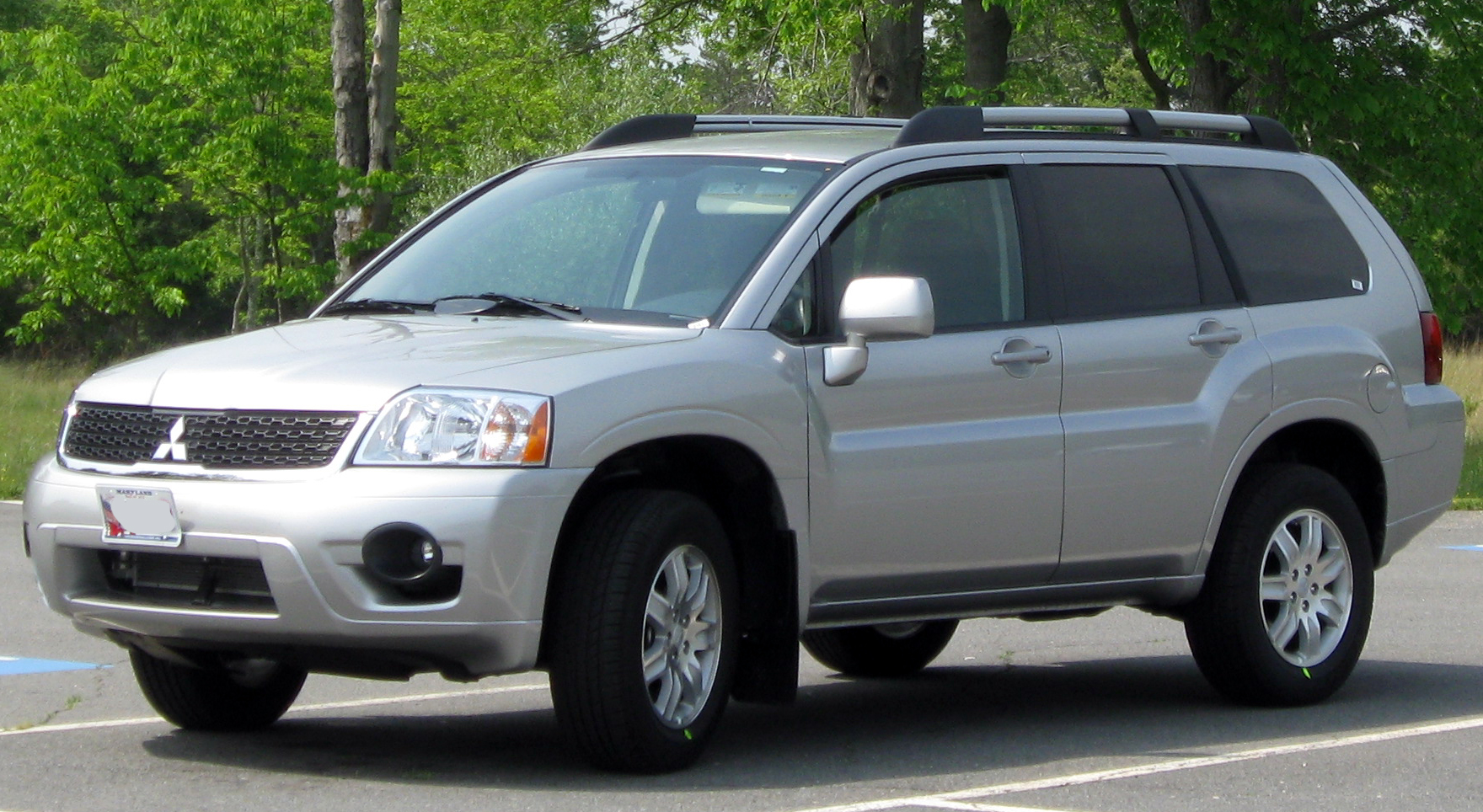
Mitsubishi Endeavor (2009–2011)

Вперше Endeavor був представлений на Північноамериканському міжнародному автосалоні в Детройті в 1999 році, як концепт-кар «Mitsubishi SSU», проте з ним автомобіль не мав технічної схожості. Прототип устатковувався 2,5-літровим твінтурбо V6 6A13TT сімейства Mitsubishi 6A, що видає 305 кінських сил (227 кВт), які працюють разом з п'ятиступінчастою преселективною коробкою передач «INVECS-II» і AYC - активним диференціалом. SSU мав постійний повний привід.
Серійна версія дебютувала в 2003 році і вже мала 3,8-літровий атмосферний 6G75 з 215 к.с. (піднятими до 225 к.с. в 2004 році), 4-ступінчасту автоматичну трансмісію і повний привід з розподілом крутного моменту 50 на 50.
У 2006 році відбувся рестайлінг моделі.
У 2009 році відбувся другий рестайлінг моделі.
У 2011 році крутний момент двигуна було піднято з 339 до 346 Нм.
Зовнішній вигляд був схожим з таким у інших автомобілів Mitsubishi, особливо автомобіль був схожий на молодшого брата Mitsubishi Outlander першого покоління. Автомобіль мав велику кількість різних систем безпеки і розваг, наприклад він мав компас, а в максимальній комплектації можна було замовити навіть відеосистему для задніх пасажирів [1]. Крім того, автомобіль мав аудіосистему, велике кількість м'якого пластику в салоні, хорошу шумоізоляцію та інші функції і зручності.
- Розмірність шин - 235/65R17
- Діаметр колісного диска - 7Jx17
- Передня підвіска - незалежна, типу McPherson, амортизаційна стійка, стабілізуюча штанга, гвинтові пружини і стабілізатор поперечної стійкості
- Задня підвіска - незалежна, багатоважільна, стабілізуюча штанга, гвинтові пружини і стабілізатор поперечної стійкості
- Рульове управління - рейка-шестерня з гідропідсилювачем
- Діаметр розвороту - 11,3 (к-ть поворотів - 3,05)
- Передні гальма - дискові, вентильовані (розмір - 290 мм)
- Задні гальма - дискові (розмір - 302 мм)

### Рестайлінг 2011
Компанія Mitsubishi позиціонує Mitsubishi Endeavor 2011 року як кросовер, однак його об'ємні лінії і накачані розширителі колісних арок надають йому зовнішній вигляд справжнього позашляховика. Endeavor - це не просто ще один перерісший універсал, він вражає своїм кліренсом, високим дахом і великим вантажним відсіком. Добре продумані елементи дизайну включають: низьку висоту завантаження в задньому люку, складні бічні дзеркала у вигляді підставок і вбудований багажник на даху. Базова обробка LS укомплектована дверними ручками і дзеркалами з колірним кодуванням, а на топ комплектації SE – підігріваємі бічні дзеркала. 
У 2011 році Mitsubishi додає Navigation і Sunroof пакети в топ версію Endeavor SE. Пакет буде доступний без доплати і включає в себе: сенсорну навігацію, задню резервну камеру, електричний люк і задню захисну шторку. 
Mitsubishi Endeavor LS 2011 року пропонує тільки один варіант двигуна: 225 к.с., 3,8 літровий V6, який має непогану тягову потужність, маючи при цьому невелику витрату палива. Двигун працює в парі з автоматичною коробкою передач Sportronic з чотирма швидкостями, яка має ручний режим управління, зручний для руху на крутих спусках або при гальмуванні двигуном.

## Двигун
- 3.8 л 6G75 SOHC 24v V6 218/228 к.с. 339/346 Нм

## Сприйняття
Незважаючи на схвальні відгуки з боку покупців, Endeavor не виправдав очікувань Mitsubishi. З моменту запуску в 2003 році мало бути реалізовано 80000 автомобілів до кінця року, проте було продано лише 32054 штук, потім продажу тільки падали.
У 2006 році автомобіль потрапив на 4 місце в списку Forbes серед найбільш улюблених жінками автомобілів. Mitsubishi в 2009 році не виробляли модель для звичайних клієнтів, тільки для оренди. Такі автомобілі мали тканинну обробку салону і Bluetooth. Для 2010 року автомобіль знову був підданий фейслифтингу, він трохи змінився спереду і ззаду. Також він отримав навігаційну систему, яка раніше була доступна тільки в комплектації Limited, шкіряну обробку (без можливості отримати тканинну) і Bluetooth, а в комплектації SE (Special Edition) - люк на даху. Продажі оновленої версії почалися з червні 2009 року. Всього було доступно 2 комплектації - LS і SE, початкова ціна починалася з відмітки в 18,347 $. В обох комплектаціях автомобіль мав дворівневі передні подушки безпеки, вмонтовані в передні сидіння подушки безпеки і бічні шторки безпеки, системи захисту від перекидання, АБС з електронною системою розподілу гальмівних зусиль і систему стеження за тиском в шинах.
25 квітня 2011 року Mitsubishi було оголошено про те, що останні моделі Endeavor продадуть до кінця серпня цього-ж року.

## Продажі
| Рік  | Продано | В тому числі в США |
| ---- | ------- | ------------------ |
| 2002 | 10      | -                  |
| 2003 | 48,987  | 39,181             |
| 2004 | 19,448  | 20,920             |
| 2005 | 22,403  | 18,568             |
| 2006 | 18,097  | 14,043             |
| 2007 | 13,465  | 10,669             |
| 2008 | 2,316   | 4,342              |
| 2009 | 5,401   | 4,057              |
| 2010 | 6,444   | 4,433              |